# دون تشيزينا
دون تشيزينا (ولد ريكاردو غارسيا أورتيز في عام 1976) هو مغني ومنتج وكشاف مواهب لموسيقى الراب والريغي و الريغيتون .  اشتهر بصوت أنفي رفيع وموسيقى راب سريعة إلى جانب أغنيته الأكثر شهرة "Tra Tra Tra Tra" ، والتي أصبحت في عام 1998 واحدة من أولى أغاني الريغيتون التي أصبحت مشهورة في الولايات المتحدة.  يعتبر تشيزينا واحد من الرواد المهمين في النوع الحضري و كان واحد من أكبر الأسماء في الأيام الأولى لنوع الريغيتون. 